# Yasuaki Shimizu

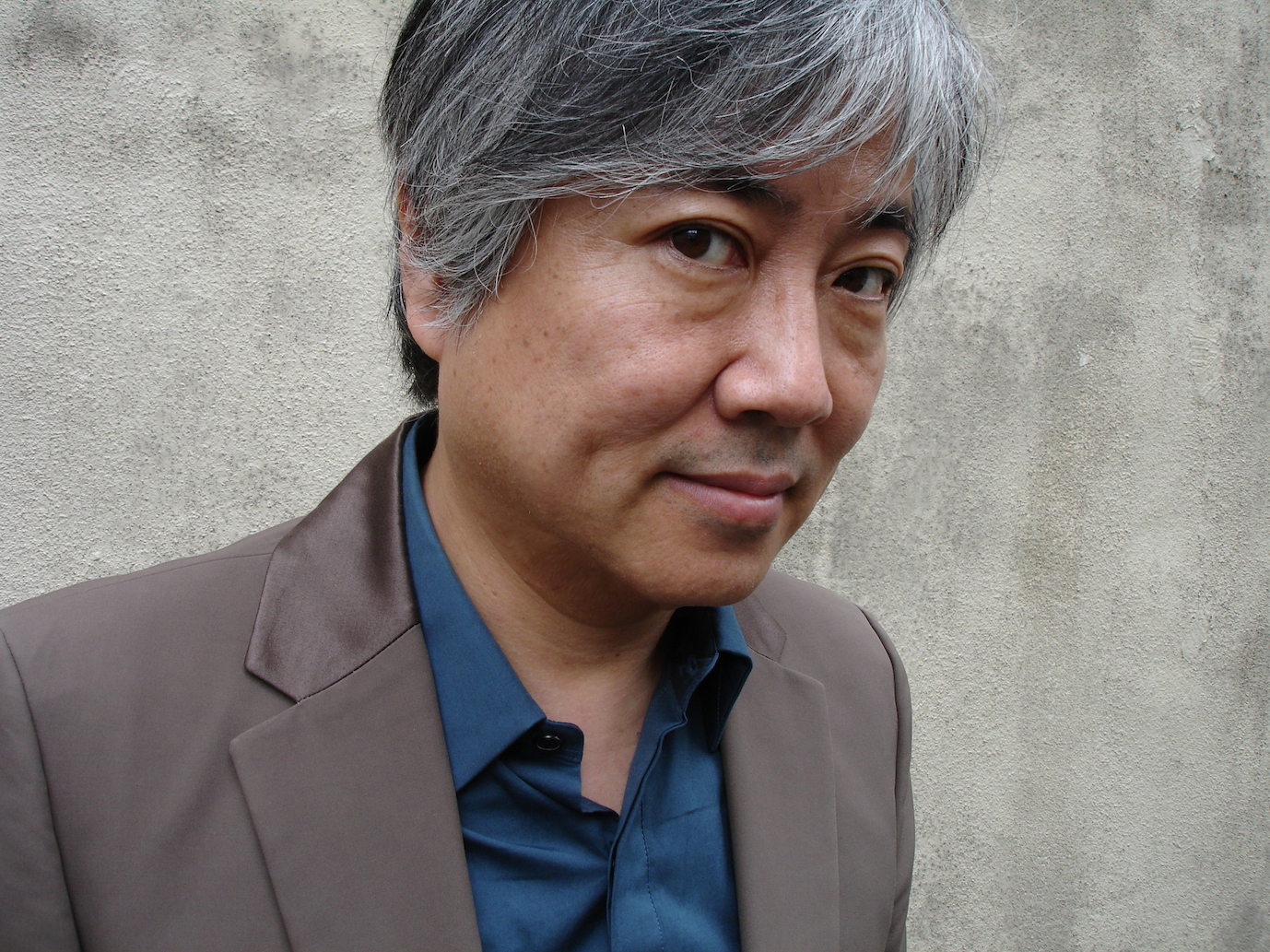
Yasuaki Shimizu

Yasuaki Shimizu (jap. 清水 靖晃, Shimizu Yasuaki; * um 1950) ist ein japanischer Jazzmusiker (Tenor- und Sopransaxophon, Arrangement).
Yasuaki Shimizu arbeitete ab den 1970er-Jahren in der japanischen Jazzszene und nahm u. a. mit dem Motohiko Hino Quartett (Ryuhyo – Sailing Ice, 1976), Naoya Matsuoka, Izumi Kobayashi & Flying Mimi Band und Kazumi Watanabe auf. Weiterhin leitete er die Formation The Saxophonettes, die aus einem Soloprojekt hervorging. Außerdem war er als Arrangeur für das Gitarrenduo Gontiti (Gonzalez Mikami/Titi Matsumura) tätig. 2003 legte er das Album Kakashi (Pony Canyon) vor. Im Bereich des Jazz listet ihn Tom Lord zwischen 1976 und 1985 bei 43 Aufnahmesessions.